# 美國陸軍徽章
美國陸軍徽章是用于表明美国陆军军人各种资质及技术水平的徽章，佩戴于军服上。大多数美军徽章允许跨军种佩戴，比如士兵再服役于其他军种或晋升为其他军种军官时可同时佩戴现军种与原军种服役期间获得的徽章。

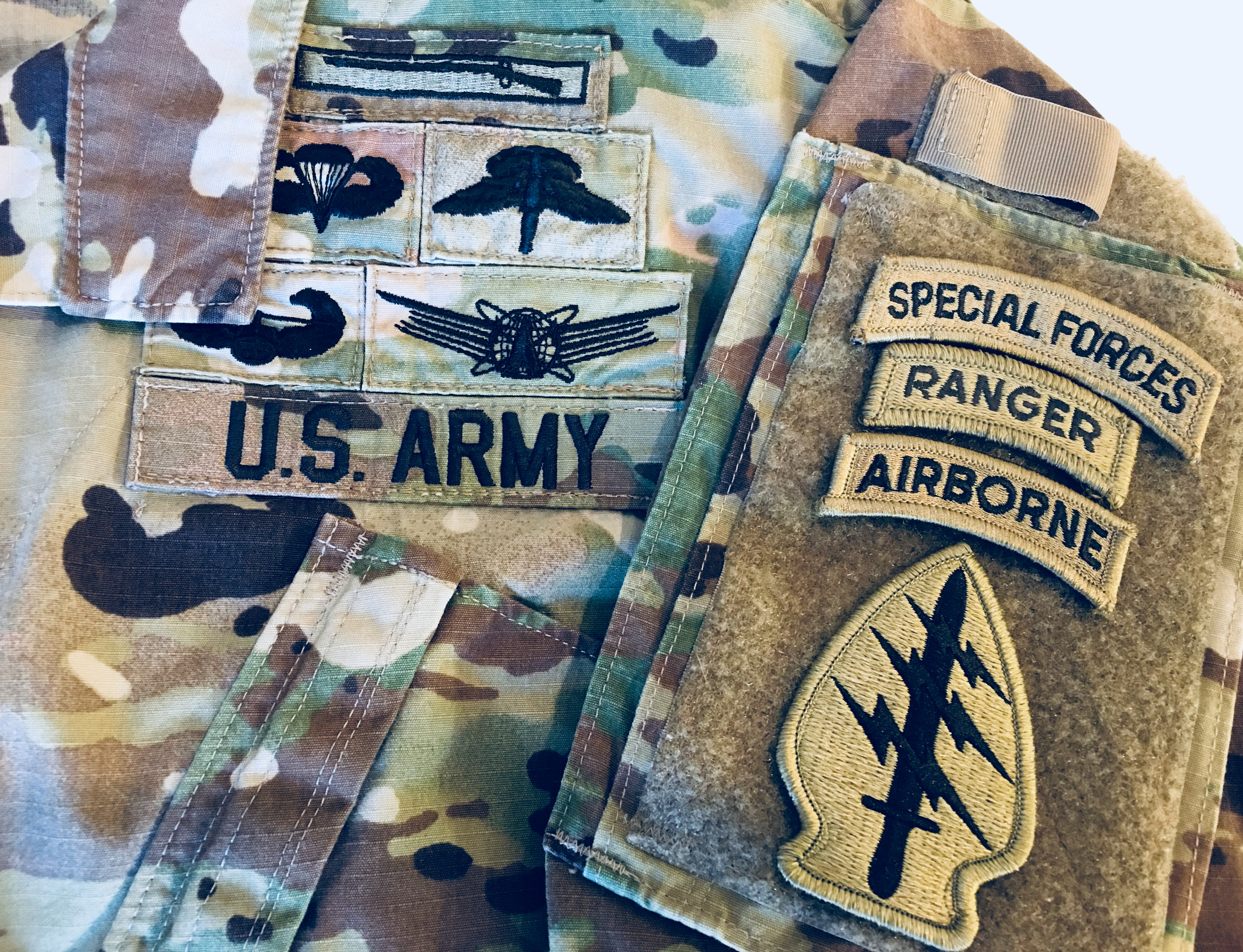
在美國陸軍OCP 作戰型迷彩服上配戴徽章及技能章的範例

根据美国陆军规定AR 670-1（陆军军服的穿着和仪容规定），第一、二及三组的徽章士兵只能佩戴每组中的一枚，第四组中可最多佩戴三枚，第五组中最多可佩戴两枚。徽章按等级排列，同组内的战斗章比专业章优先，但同组内的特别技能章则可随士兵的决定而排列，没有高低之分。射手徽章与纪念章位于其他所有特种徽章后。规定只认可同时佩戴五枚徽章。袖章、肩章及身份识别章不在此限。
以下以等级顺序列举现役美國陸軍徽章，它们与军衔及陆军兵种标志一同佩戴。

## 戰鬥及特殊技能徽章
資料來源：

### 第一组

戰鬥步兵徽章（英语：Combat Infantryman Badge）
戰鬥軍醫徽章（英语：Combat Medical Badge）
战斗行动徽章（英语：Combat Action Badge）

### 第二组

专业步兵徽章（英语：Expert Infantryman Badge）
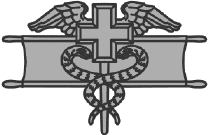
專業野戰軍醫徽章（英语：Expert Field Medical Badge）
專業士兵徽章（英语：Expert Soldier Badge）

### 第三组

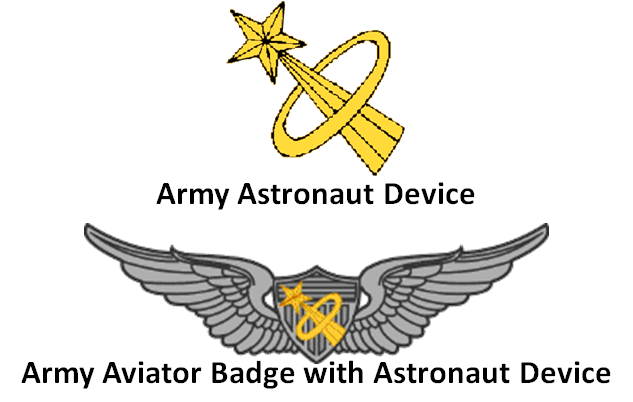
陆军宇航员标志（英语：United States Astronaut Badge#U.S. Army astronauts）（在陆军飞行员徽章、陸軍航空軍醫徽章或陆军空勤人员徽章上加上金色宇航员標誌）
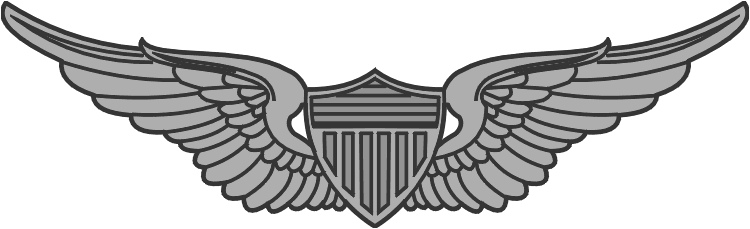
陆军飞行员徽章（英语：United States Aviator Badge）（3個等級）
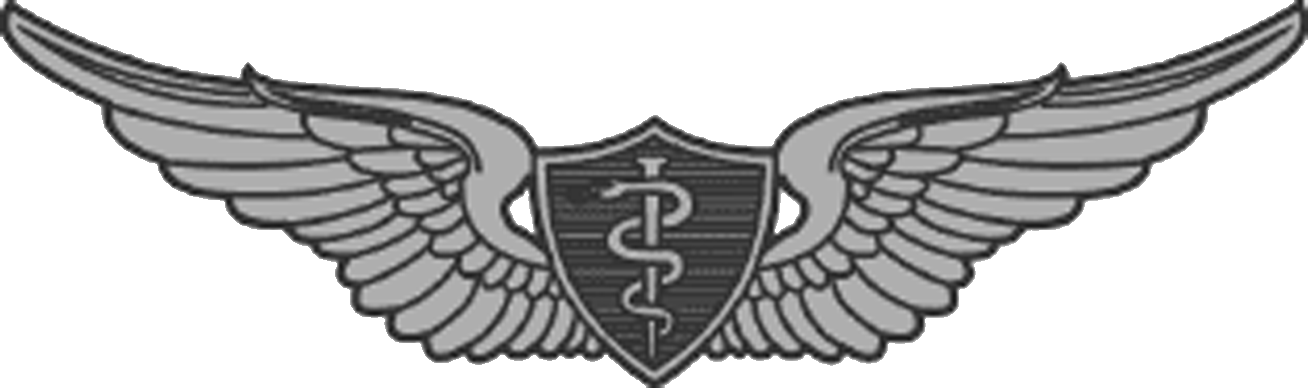
陸軍航空軍醫徽章（英语：Flight Surgeon Badge (US)）（3個等級）
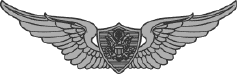
陆军空勤人员徽章（英语：Aircrew Badge (United States)）（3個等級）
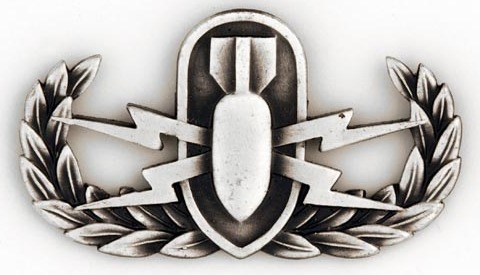
爆炸性軍火處理徽章（英语：Explosive Ordnance Disposal Badge）（3個等級）
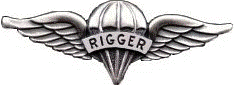
傘具整備徽章（英语：Parachute Rigger Badge）

### 第四组

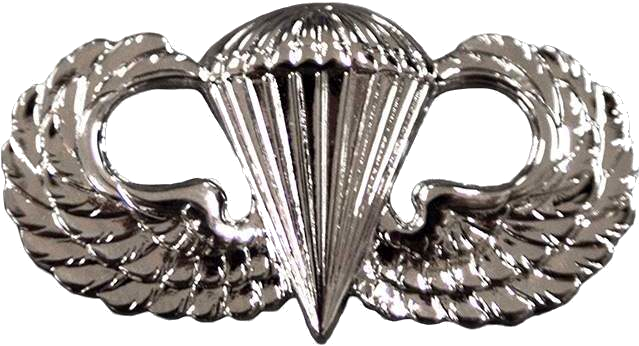
空降兵徽章（英语：Parachutist Badge (United States)）（3個等級）
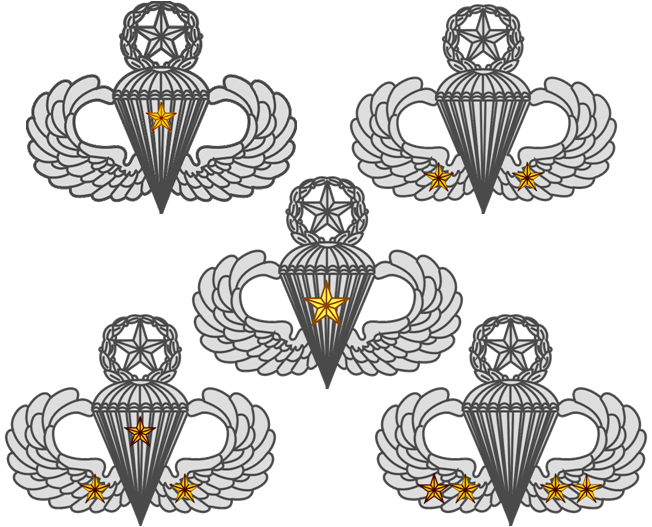
空降兵徽章加战斗跳伞标志（英语：Parachutist Badge (United_States)#Combat Jump Device）（4個等級）
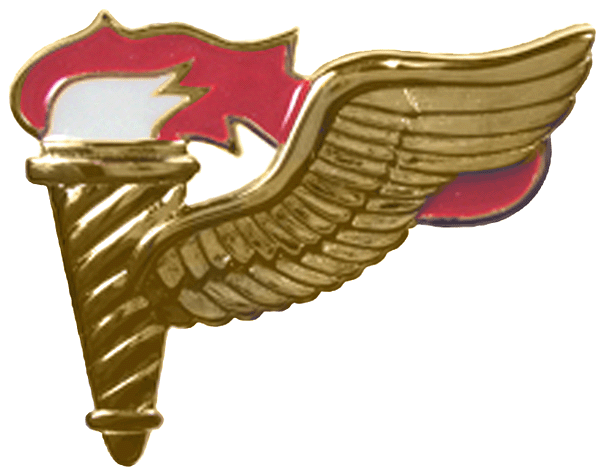
導航兵徽章（英语：Pathfinder Badge (U.S.)）
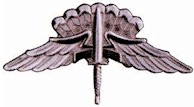
军事自由落体空降兵徽章（英语：Military Freefall Parachutist Badge）（2個等級）
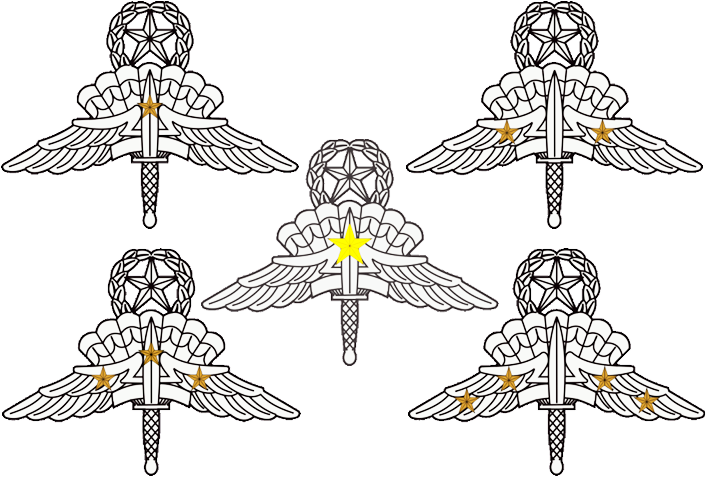
军事自由落体空降兵徽章加战斗跳伞标志（英语：Military Freefall Parachutist Badge）
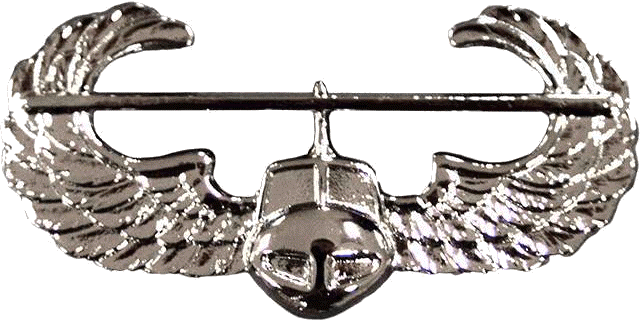
空中突擊兵徽章（英语：Air Assault Badge）
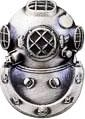
潛水員徽章（英语：Uniform Service Diver Insignia (United States)）（6個等級）
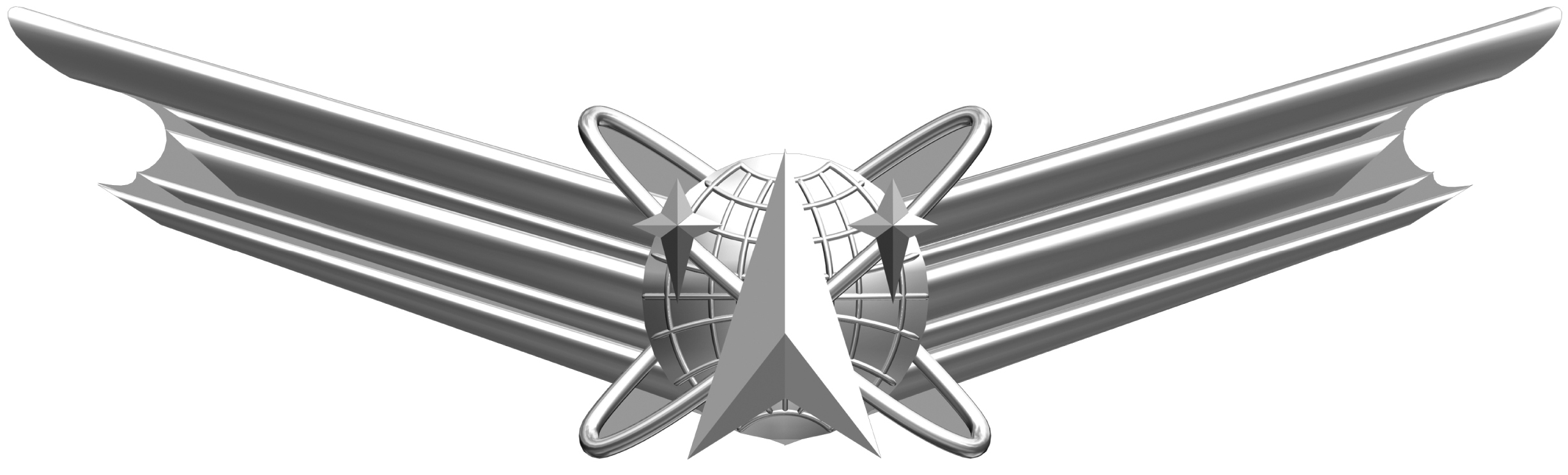
太空作戰徽章（英语：Space Operations Badge）（3個等級）
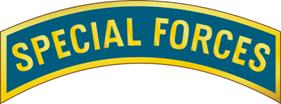
特種部隊臂章金屬版（英语：Special Forces Tab）
遊騎兵臂章金屬版（英语：Ranger Tab）
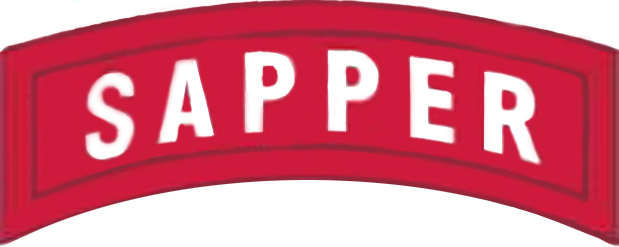
戰鬥工兵臂章金屬版（英语：Sapper Tab）

### 第五组

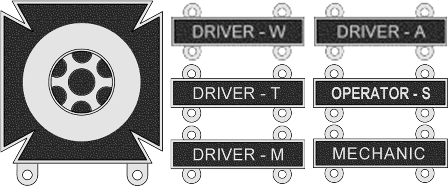
駕駛及技師徽章（英语：Driver and Mechanic Badge）
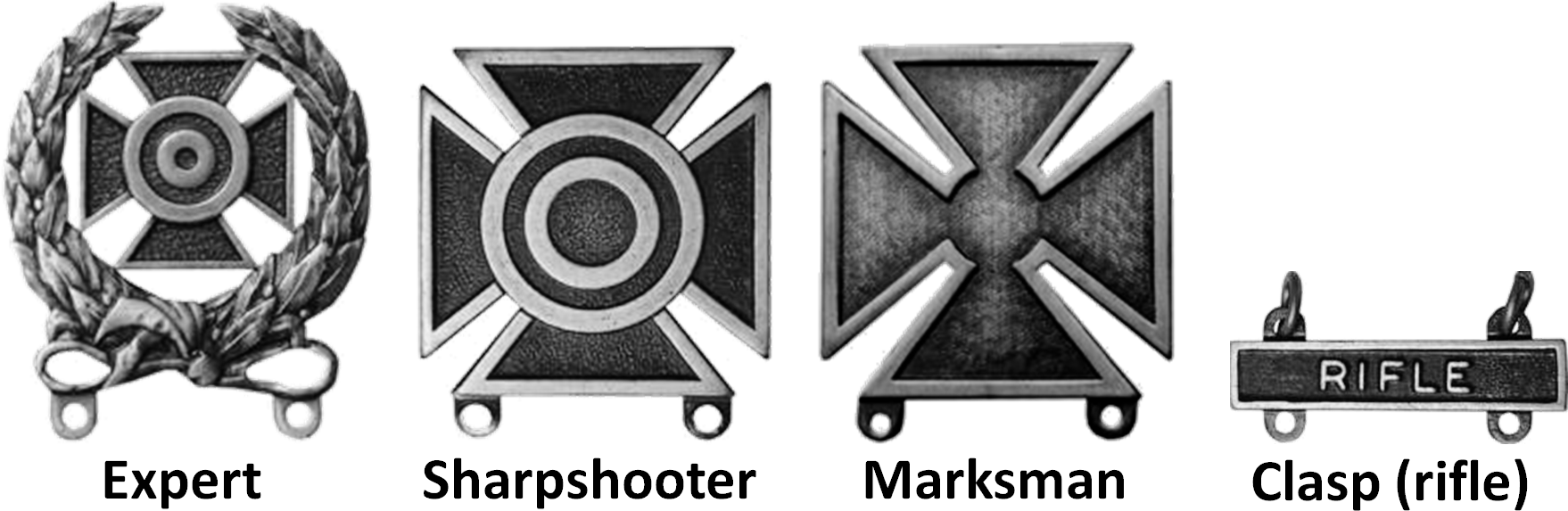
射手徽章（英语：Marksmanship badges (United States)）

### 第六组

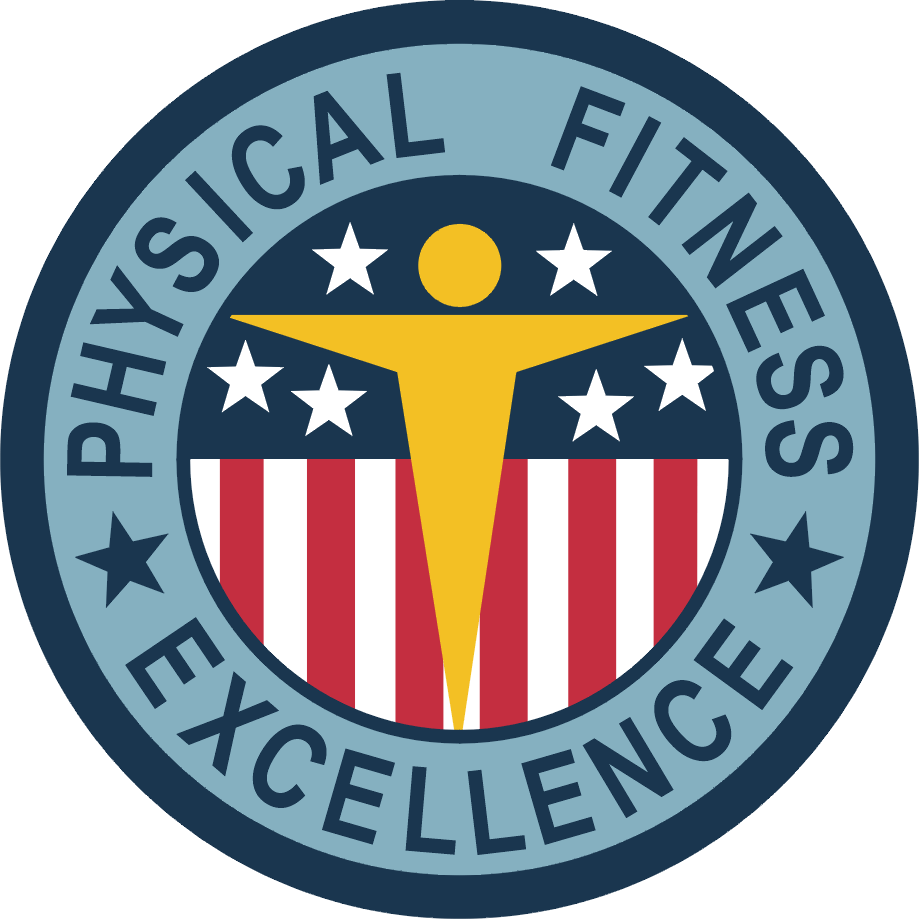
体能资质徽章

## 袖章
| 海外服役章 |
|            |
| 军龄袖条   |

## 身份识别章
| 陆军参谋长参谋勤务识别章     |
|                              |
| 体能资质章                   |
|                              |
| 无名烈士墓荣耀卫兵勤务识别章 |
|                              |
| 金质陆军募兵人员识别章       |
|                              |
| 银质陆军募兵人员识别章       |
|                              |
| 事业顾问章                   |
|                              |
| 训练士官识别章               |

### 引用
1. ↑   (PDF). 美國陸軍部. 2021-01-26  [2022-03-05]. （原始内容存档 (PDF)于2021-05-14） （英语）.